# Marruecos en los Juegos Olímpicos de Río de Janeiro 2016
Marruecos participa en los Juegos Olímpicos de 2016 en Río de Janeiro, Brasil, del 5 al 21 de agosto de 2016.
El domador Abdelkebir Ouaddar fue el abanderado marroquí en la ceremonia de apertura.

## Participantes
La siguiente tabla muestra el número de deportistas en cada disciplina:
| Deporte      | Hombres | Mujeres | Total |
| ------------ | ------- | ------- | ----- |
| Atletismo    | 13      | 7       | 20    |
| Boxeo        | 5       | 3       | 8     |
| Equitación   | 1       | 0       | 1     |
| Esgrima      | 0       | 1       | 1     |
| Golf         | 0       | 1       | 1     |
| Halterofilia | 1       | 1       | 2     |
| Judo         | 1       | 2       | 3     |
| Lucha        | 1       | 2       | 3     |
| Natación     | 1       | 1       | 2     |
| Piragüismo   | 0       | 1       | 1     |
| Taekwondo    | 1       | 2       | 3     |
| Tiro         | 1       | 0       | 2     |
| Total        | 25      | 26      | 51    |

## Boxeador arrestado
El boxeador marroquí Hassan Saada fue arrestado por la justicia brasileña el 5 de agosto luego de ser acusado de abusar sexualmente de dos trabajadoras de la villa olímpica. Debido a su detención no pudo participar de los eventos olímpicos.